# Kalliosaaret (ö i Norra Karelen, Joensuu, lat 62,59, long 28,93)
Kalliosaaret är en ö i Finland. Den ligger i sjön Juojärvi och i kommunen Outokumpu i den ekonomiska regionen  Joensuu ekonomiska region  och landskapet Norra Karelen, i den sydöstra delen av landet, 300 km nordost om huvudstaden Helsingfors. Öns area är 1,3 hektar och dess största längd är 290 meter i sydöst-nordvästlig riktning.  Notera att namnet antyder att det är fråga om flera öar.